# Волленберг, Эрих
Эрих Волленберг (нем. Erich Wollenberg, псевдонимы Вальтер, Евгений Хардт, Мартин Гарт; 15 августа 1892, Кёнигсберг — 6 ноября 1973, Гамбург) — германский коммунист, начальник военно-политического отдела Коммунистической партии Германии.

## Биография
Родился 15 августа 1892 в Кёнигсберге в семье врача. Изучал медицину в Мюнхене. Активист германского рабочего движения.
В годы Первой мировой войны ушёл добровольцем на фронт, лейтенант германской армии. Получил пять ранений, неоднократно был награждён.
В 1918 году вступил в НСДПГ, затем в Союз Спартака, с 1919 года — член КПГ. В 1918—1919 командовал революционными частями в Кёнигсберге. Участник становления Баварской советской республики, являлся одним из военных руководителей республики, занимая пост заместителя главнокомандующего Северной Красной армией (Дахау). После поражения Баварской советской республики осуждён на 2 года.
Позднее на партийной работе в ряде округов. С января 1922 главный редактор издания «Красное знамя востока». Занимался формированием коммунистических ячеек в рейхсвере, был одним из руководителей Союза Красных фронтовиков Германии. В 1923—1924 годах — оргсекретарь партийного комитета Рурской области, руководитель военно-политического отдела КПГ Юго-Западной области Германии. В 1923 возглавил Рурское восстание в Бохуме.
В 1924 году, после провала «Немецкого Октября», эмигрировал в СССР. В 1924—1926 занимал командные должности в Красной армии, командовал батальоном, состоящем из немцев Поволжья, в Саратове. В 1927 на короткое время нелегально приезжал в Германию, был главным редактором Арбайтер-Цайтунг в Саарбрюккене. После возвращения в Москву сотрудник ИККИ, ИМЭЛ, издательства иностранных рабочих, с 1928 преподаватель истории международного рабочего движения в Международной ленинской школе, работник иностранной секции Моссовета.
В 1931 году вернулся в Германию, был редактором «Роте Фронт» и «Роте Фане», инструктор Орготдела ИККИ при руководстве Союза красных фронтовиков.
В 1932 году участвовал во внутрипартийных дискуссиях, выступая с критикой Вальтера Ульбрихта. В конце 1932 года по инициативе Вильгельма Пика нелегально уехал в Москву. Здесь он работал над немецким изданием сочинений В. И. Ленина.
Вместе с Максом Гёльцем был обвинён в «контрреволюционном троцкистско-террористическом заговоре». В 1933 года был исключен Международной комиссией Коминтерна из партии с формулировкой: «Вёл борьбу против КПГ, распространял антипартийные взгляды и клевету против руководства партии». В 1934 уехал из Москвы в Прагу, затем в Париж.
В Париже участвовал в антифашистском движении, после начала Второй мировой войны был задержан. С помощью французских офицеров бежал в 1940 году в Касабланку, однако в апреле 1941 года был арестован в Касабланке вишистской полицией, и только высадка Союзников спасла его от экстрадиции в Германию.
В 1946 вернулся в Париж, затем в оккупированную американцами часть Германии. С 1950 работал журналистом. С 1960 в Мюнхене был редактором по иностранным делам журнала «Эхо недели». Позднее сотрудничал с другими критиками сталинизма, такими как Рут Фишер и Франц Боркенау. С 1964 проживал в Гамбурге.

## Сочинения
- Волленберг Эрих. В рядах Баварской Красной Армии. М.: Госуд. воен. изд-во, 1931.
- А. Нойберг (коллективный псевдоним). Вооруженное восстание. Опыт теоретического изложения. Цюрих, 1928.
- Волленберг Эрих. Красная Армия после "чистки". Статья. Русские записки ( журнал ) №13 1939 г. Париж.